# Tháp Hắc Long Giang
Tháp Hắc Long Giang còn được gọi là Tháp Rồng (Trung Quốc: 黑龙江塔 còn được gọi là: 龙塔; bính âm: dài tǎ), là một tháp lưới cao 336 m (1.102 ft) được sử dụng cho truyền hình và quan sát. Tháp được sử dụng để phát sóng truyền hình và viễn thông, truyền FM-/TV-phát thanh khắp tỉnh Hắc Long Giang, cùng với đó là sử dụng trong quan sát, cung cấp một cái nhìn đẹp như tranh vẽ ra các khu vực xung quanh. Ngoài ra là nhà hàng buffet nơi ăn uống trên cao. Tất cả những góp phần làm cho tháp được Tổng cục Du lịch Trung Quốc đánh giá AAAA (4A) về mức độ hấp dẫn.
Về chiều cao, tháp Rồng, là tháp mạng lưới đứng tự do cao thứ hai trên thế giới, cao nhất ở châu Á, và là công trình cao thứ 7 tại Trung Quốc (xem Danh sách các tòa tháp cao nhất thế giới). Tháp có một ăng-ten tại độ cao 335,89 m (1.102 ft) và một sân thượng mà con người có thể đứng quan sát được ở độ cao 216,10 m (709 ft).